# موز باریوئنسیس
موز باریوئنسیس (نام علمی: Musa barioensis) نام یک گونه از سرده موز است. این گونه به‌طور طبیعی در ساراواک در مالزی رشد می‌کند.